# Maggio (Einheit)
Der Maggio, auch Starello, war ein italienisches Volumenmaß in Livorno. Anwendung fand das Maß beim Handel mit Getreide, Kohlen und Salz.
- 1 Maggio = 49,2 Liter[1]
- 1 Maggio = 2 Robbo à 3 ¾ Sack a’3 Staia a’128 Bossoli[2]

Als Kohlenmaß war
- 1 Maggio (gestrichen) = 1830 Kubik-Once = 221,045 Pinte (neu)
- 1 Maggio (gehäuft) = 1847,2 Kubik-Once = 225,103 Pinte (neu)